# François I Martin (compositeur)
Pour les articles homonymes, voir François Martin.
François I Martin est un compositeur et guitariste français, actif à Paris dans la seconde moitié du XVIIe siècle.
Il ne doit pas être confondu avec son homonyme François II Martin, un violoncelliste et compositeur actif au milieu du XVIIIe siècle.

## Biographie
Le 27 octobre 1658, il est parrain de François Desenclos à l’église Saint-Germain-l'Auxerrois et est cité comme ordinaire de la musique du duc Gaston d’Orléans.
Le 27 novembre 1661, il baptise dans la même église son fils François, qu’il a eu de sa femme Marie Garnier. Il demeure alors à Paris rue Saint-Honoré proche les Quinze-Vingts. Il est toujours ordinaire de la musique de Gaston d’Orléans ; le parrain Pierre Martin est aussi un ordinaire de sa maison.

## Œuvres[1]

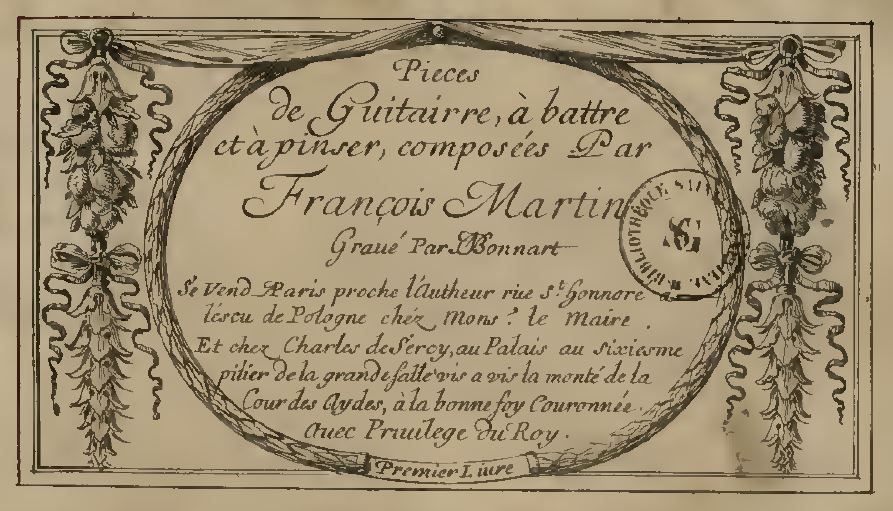
Pièces de guitare de François Martin (Paris, 1663)

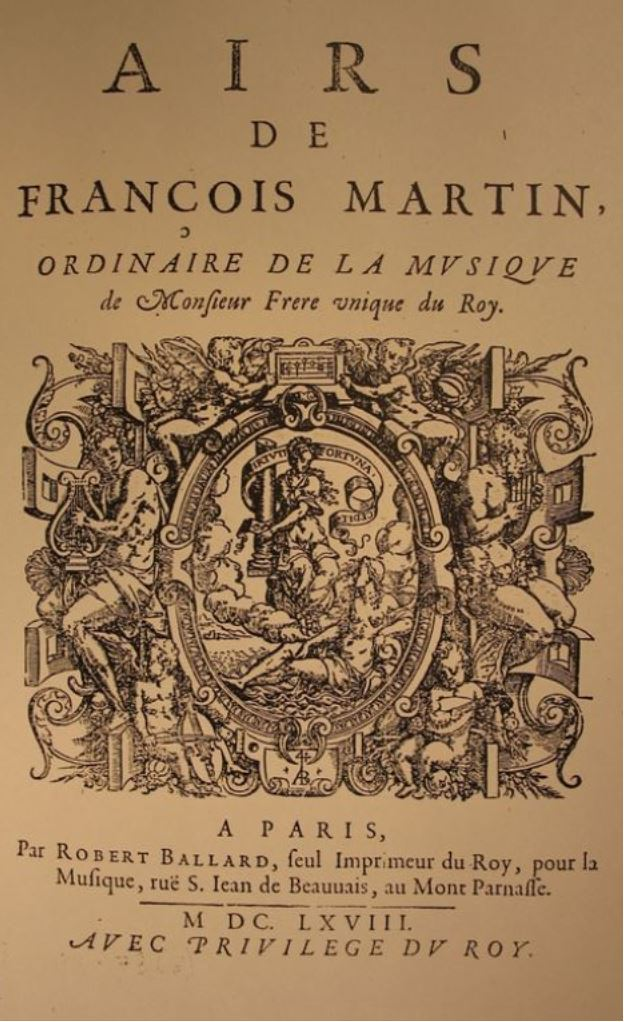
Airs de François I Martin (Paris, 1668)

- Pièces de guitarre, à battre et à pinser, composées par François Martin. Premier livre. Paris, l'auteur et Charles de Sercy, 1663. 1 vol. 8° oblong, 19 p., RISM M 760.

L’ouvrage porte un privilège du 28 octobre 1661, où Martin est dit ordinaire de la musique de Gaston d’Orléans. La notation est en tablature française (avec des lettres) à cinq lignes. Il n’y a pas eu de second livre.
- Airs de François Martin, ordinaire de la musique de Monsieur frère du roi. Paris, Robert III Ballard, 1668. 1 vol. 4°, 33 f., RISM M 761[2], Guillo 2003 n° 1668-K.

L’ouvrage contient 20 airs à deux voix et basse continue. Il est dédié à Anne-Marie-Louise d'Orléans, duchesse de Montpensier.
- Martin signe également deux airs à 2 voix dans les recueils RISM 16582 et 16594 (Guillo 2003 n° 1658-B et 1659-A).
- Un troisième air est repris par François Berthod dans son recueil de contrafacta catholiques (RISM 16601, Guillo 2003 n° 1660-A).
- Trois autres figurent dans le manuscrit Paris BnF (Mus.) : RES VMF MS 11, qui contient aussi des airs d’autres auteurs et des extraits d’opéras de Jean-Baptiste Lully.
- D’autres airs enfin sont cités dans les Recueils de vers mis en chant parus dans les années 1660[3].